# Valle del Tuy
Valle del Tuy è il nome dato ad una regione del Venezuela, che copre diverse municipalità nella zona centro-settentrionale dello stato di Miranda.
Prende il nome dal fiume Tuy che l'attraversa e si estende fra la Cordillera de la Costa (a nord) e la Serrania del Interior (a sud). L'area è considerata una delle cinque sotto-regioni dello stato di Mirana, sebbene senza alcuna organizzazione amministrativa ufficiale. Le municipalità che vi si trovano costituiscono la cosiddetta area metropolitana della Valle del Tuy.